# Блу-Гілл (переписна місцевість, Мен)
Блу-Гілл (англ. Blue Hill) — переписна місцевість (CDP) в США, в окрузі Генкок штату Мен. Населення — 963 особи (2020).

## Географія
Блу-Гілл розташований за координатами 44°23′56″ пн. ш. 68°34′52″ зх. д. / 44.39889° пн. ш. 68.58111° зх. д. (44.398782, -68.581106).  За даними Бюро перепису населення США в 2010 році переписна місцевість мала площу 12,17 км², з яких 12,14 км² — суходіл та 0,02 км² — водойми.

## Демографія
Згідно з переписом 2010 року, у переписній місцевості мешкали 943 особи в 472 домогосподарствах у складі 243 родин. Густота населення становила 78 осіб/км².  Було 671 помешкання (55/км²).
Расовий склад населення:
| - 96,6 % — білих - 2,1 % — азіатів - 0,3 % — корінних американців - 0,2 % — чорних або афроамериканців |

До двох чи більше рас належало 0,6 %. Частка іспаномовних становила 1,1 % від усіх жителів.
За віковим діапазоном населення розподілялося таким чином: 17,6 % — особи молодші 18 років, 55,7 % — особи у віці 18—64 років, 26,7 % — особи у віці 65 років та старші. Медіана віку мешканця становила 51,1 року. На 100 осіб жіночої статі у переписній місцевості припадало 78,3 чоловіків;  на 100 жінок у віці від 18 років та старших — 75,0 чоловіків також старших 18 років.
Середній дохід на одне домашнє господарство  становив 47 144 долари США (медіана — 32 994), а середній дохід на одну сім'ю — 60 594 долари (медіана — 60 446). За межею бідності перебувало 31,3 % осіб, у тому числі 31,2 % дітей у віці до 18 років та 31,9 % осіб у віці 65 років та старших.
Цивільне працевлаштоване населення становило 489 осіб. Основні галузі зайнятості: освіта, охорона здоров'я та соціальна допомога — 18,8 %, роздрібна торгівля — 16,8 %, фінанси, страхування та нерухомість — 15,3 %.